# Mynes katharina
Mynes katharina är en fjärilsart som beskrevs av Ribbe 1898. Mynes katharina ingår i släktet Mynes och familjen praktfjärilar. Inga underarter finns listade i Catalogue of Life.